# 歌謡カヴァーソングス2
『歌謡カヴァーソングス2』は、日本の演歌歌手はやぶさのアルバムである。2019年2月27日発売。発売元はビクターエンタテインメント。

## 収録曲
1. あずさ2号　[5:02]
作詞：竜真知子／作曲：都倉俊一／編曲：周防泰臣
(オリジナル歌唱 : 狩人)
2. チャンピオン　[4:12]
作詞・作曲：谷村新司／編曲：周防泰臣
(オリジナル歌唱 : アリス)
3. 白い雲のように　[4:02]
作詞：藤井フミヤ／作曲：藤井尚之／編曲：工藤恭彦
(オリジナル歌唱 : 猿岩石)
4. 夏の日の1993 　[4:26]
作詞：松本一起／作曲：佐藤健／編曲：前田俊明
(オリジナル歌唱 : class)
5. 贈る言葉　[4:04]
作詞：武田鉄矢／作曲：千葉和臣／編曲：阿部靖広
(オリジナル歌唱 : 海援隊)
6. ルビーの指環　[3:59] 
作詞：松本隆／作曲：寺尾聰／編曲：阿部靖広
(オリジナル歌唱 : 寺尾聰)
7. 祝い船　[4:04]
作詞：千葉幸雄／作曲：中村典正／編曲：周防泰臣
(オリジナル歌唱 : 門脇陸男)
8. 岸壁の母　[4:54] 
作詞：藤田まさと／作曲：平川浪竜／編曲：周防泰臣
(オリジナル歌唱 : 菊池章子／二葉百合子)